# Казахстанско-украинские отношения
Дипломатические отношения между Республикой Казахстан и Украиной  были установлены 23 июля 1992 года.

## История отношений
16 декабря 1991 года Украина одной из первых признала независимость Республики Казахстан. Казахстан признал Украину суверенным государством 23 декабря того же года.
Уже в январе 1992 года Министерство иностранных дел Украины направило в адрес Министерства иностранных дел Республики Казахстан ноту с предложением об установлении дипломатических отношений. Ответной нотой от 23 июля 1992 года МИД Казахстана предложило данную ноту, а также ноту МИД Украины от 4 января 1992 года считать Соглашением об установлении дипломатических отношений между Казахстаном и Украиной.
Со времени установления дипломатических отношений — 23 июля 1992 года — сотрудничество между обеими странами неуклонно развивается и укрепляется во всех сферах общественной жизни.
26-27 сентября 2001 года президент Украины Леонид Кучма совершил официальный визит в Казахстан и провёл переговоры с президентом Казахстана Нурсултаном Назарбаевым. Главы государств подписали совместное заявление, в котором отметили обоюдное стремление к сотрудничеству.
30-31 мая 2005 года состоялся официальный визит президента Украины Виктора Ющенко в Казахстан. Были проведены переговоры с президентом Казахстана Нурсултаном Назарбаевым. Обсуждались вопросы сотрудничества в нефтегазовой отрасли, сфере космических исследований и ядерной энергетики, тарифно-транспортной политики, культуры и образования.
17-18 ноября 2005 года 2005 года Нурсултан Назарбаев совершил официальный визит в Украину. В ходе визита он провёл встречи с президентом Украины Виктором Ющенко, экс-президентом Украины Леонидом Кучмой, председателем Верховной рады Владимиром Литвиным, главой Днепропетровской областной государственной администрации Надеждой Деевой. Был подписан План действий Казахстан — Украины на 2006—2009 годы. Назарбаев также принял участие в торжественных мероприятиях, посвящённых 80-летию Днепропетровского высшего профессионального училища, в котором он получал образование металлурга.
В 2007 году проведён Год Казахстана на Украине (2008 год отмечался как Год Украины в Казахстане).
Двусторонние отношения между Республикой Казахстан и Украиной со времени приобретения независимости являются традиционно дружескими и характеризуются взаимным уважением и доброжелательностью, отличаются прозрачностью и взаимной поддержкой на международном уровне. Такое состояние обусловлено совместным историческим прошлым, схожестью процессов социально-экономических преобразований, стабильными кооперационными связями между предприятиями двух стран и тесными человеческими контактами. Однако, после речи президента Токаева про Крым, Украина намеревается предъявить демарш Казахстану. 4 декабря 2019 года Токаев сказал в интервью: «Мы не называем то, что произошло в Крыму, аннексией. Мы считаем, то, что произошло, то произошло. „Аннексия“ — это слишком тяжёлое слово применительно к Крыму». 5 декабря 2019 года, в министерство иностранных дел Украины в Киеве был приглашён посол Казахстана Самат Ордабаев. Украинская сторона выразила обеспокоенность «в связи с тем, как воспринимается позиция Казахстана относительно попытки России незаконно аннексировать украинский Крым». Информация об этом была опубликована на сайте украинского МИД. В ходе встречи стороны также обсудили перспективы двусторонних отношений и взаимодействие в международных организациях. По результатам встречи обе стороны подтвердили свою твёрдую приверженность принципам взаимного уважения независимости, государственного суверенитета, территориальной целостности и нерушимости границ

## Посольства
Посольство Украины в Республике Казахстан было открыто в Алма-Ате в мае 1994 года, а в январе 2001 года переехало в новую столицу — Астану. В декабре 1994 года в Киеве начало работу Посольство Республики Казахстан на Украине.

## Совместная Межгосударственная казахско-украинская комиссия по экономическому сотрудничеству
Во время официального визита президента Украины Леонида Кучмы в Республику Казахстан 20-22 сентября 1995 года, согласно статье 12 Соглашения между Правительством Республики Казахстан и Правительством Украины о свободной торговле от 17 сентября 1994 года и договорённостями, достигнутыми между президентами двух государств, была создана Совместная Межгосударственная казахско-украинская комиссия по экономическому сотрудничеству.

Комиссия является постоянно действующим органом, в соответствии с возложенными на него функциями, представляет Республику Казахстан и Украину в их взаимоотношениях и обеспечивает выполнение обязательств страны, вытекающих из межгосударственных и межправительственных двусторонних Соглашений и договоренностей. Заседания Комиссии проводятся по предложению одной из сторон, но не реже одного раза в год, поочередно в Республике Казахстан и на Украине. С момента создания Комиссии проведено 11 совместных заседаний.

7-9 июля 1996 года состоялось I-е заседание Совместной Межгосударственной казахско-украинской комиссии по экономическому сотрудничеству. В ходе работы была подписана Конвенция во избежание двойного налогообложения и Соглашение о сотрудничестве в нефтегазовой отрасли.
1-2 апреля 2013 года в г. Киеве состоялось двухдневное XI заседание Совместной Межгосударственной казахско-украинской комиссии по экономическому сотрудничеству. В результате обсуждения актуальных вопросов двустороннего экономического сотрудничества, Комиссия поручила министерствам и ведомствам Казахстана и Украины принять меры по активизации двустороннего сотрудничества, разработать и подготовить к подписанию План действий Казахстан-Украина на 2013—2014 годы («Дорожная карта-4»).

Приоритетными для развития взаимовыгодного сотрудничества были определены такие отрасли, как топливно-энергетическая, агропромышленная, машиностроение для агропромышленного комплекса, создание инфраструктурных объектов, транспортная, авиационная, космическая и другие.
По итогам рабочего визита президента Республики Казахстан Нурсултана Назарбаева на Украину 22 декабря 2014 года было принято решение о активизации отношений между двумя странами и возобновлению работы Совместной Межгосударственной казахстанско-украинской комиссии по экономическому сотрудничеству.

## Межгосударственный институт казахстанско-украинских отношений имени Н. А. Назарбаева
23 сентября 2003 году по инициативе политического и общественного деятеля Николая Степаненко при поддержке первого президента Республики Казахстан Нурсултана Назарбаева создаётся Межгосударственный институт казахстанско-украинских отношений.
В силу своего общественного и самодеятельного характера Институт выступает, как незаменимый канал народной дипломатии, поиска и осуществления новых самоуправленческих форм социальной активности народов Казахстан и Украины.
Межгосударственный институт имени Н. А. Назарбаева занимается исследованием современной стратегии публичной дипломатии, внедрением в практику новейших технологий по усилению «мягкой силы», а именно реализации концепции цифровой дипломатии и проведению специальных PR-мероприятий.
PR-мероприятия Института, направлены на продвижение таких ценностей как открытость, прозрачность, честность, которые позиционируются основополагающими и характерными для украино-казахских отношений.
Неформальные действия Института — диалоги с широкой общественностью и СМИ, концентрация ресурсов гражданского общества для решения конкретных задач в сфере политики, экономики, науки, образования, культуре и спорте — данные факторы многосторонней новой публичной дипломатии содействуют установлению более гармоничных и стабильных отношений между Казахстаном и Украиной.

## Экономическое сотрудничество
Внешнеторговый оборот между Казахстаном и Украиной по итогам 2011 года составил 4,4 млрд долл. США. Экспорт из Казахстана по сравнению с 2010 годом увеличился в четыре раза и составил 2,7 млрд долл. США, а украинский импорт в Казахстан вырос на 28 % и составил 1,7 млрд долл. США.
По состоянию на 1 января 2012 года, в Казахстане действует более 250 предприятий с участием украинского капитала.

## Культурные связи
23 октября 2021 года в Харькове открыли Сквер мыслителей, посвященный дружеским отношениям между Украиной, Казахстаном и Азербайджаном.

## Послы Казахстана на Украине
1. Юрий Клочков (1994—1996)
2. Нажамеден Искалиев (1997—1999)
3. Равиль Чердабаев (1999—2003)
4. Амангельды Жумабаев (2003—2011)
5. Заутбек Турисбеков (28 апреля 2012 — 25 декабря 2015)
6. Самат Ордабаев (22 апреля 2016 — 22 февраля 2020)
7. Дархан Калетаев (22 февраля 2020 — 17 апреля 2025)
8. Толежан Барлыбаев (17 апреля 2025 — н. в.)

## Послы Украины в Казахстане
Список чрезвычайных и полномочных послов без учёта послов по совместительству и временных поверенных в делах:
1. Виктор Богатырь (июль 1994 — декабрь 1999)
2. Евгений Карташов (январь 2000 — март 2001)
3. Василий Цибенко (30 августа 2001 — 18 августа 2005)
4. Николай Селивон (5 сентября 2006 — 29 июня 2010)
5. Олег Дёмин (2 августа 2010 — сентябрь 2013)
6. Юрий Лазебник (сентябрь 2013—2017)
7. Иван Кулеба (17 мая 2018 — 24 декабря 2019)
8. Пётр Врублевский (10 сентября 2020 — 19 октября 2022)